# Semiothisa angularia
Semiothisa angularia là một loài bướm đêm trong họ Geometridae.